# Luftrum

Karta över Italiens FIR-zoner

Luftrum är ett begrepp som indelar luften kring jordklotet i olika zoner. Primärt delas det samlade luftrummet upp i så kallade flyginformationsregioner (FIR - från engelskans Flight Information Region), vars fördelning vilar på olika nationer; Sverige ansvarar således för "Sweden FIR", vilket är ett område större än såväl svenskt territorium som svensk ekonomisk zon. Inom en FIR-zon finns det kontrollerad och okontrollerad luft, där den kontrollerade övervakas av den nations flygtrafikledning som ansvarar för zonen, medan det i den okontrollerade luften är varje enskild pilot som ansvarar för att motverka kollision. All luft i Sweden FIR mellan 3000 och 20 000 m ö.h. är kontrollerad, liksom all luft runt större flygplatser (dock enbart då flygtrafikledningen är bemannad). Luftrum delas också in i kontrollzoner (controlled traffic region, CTR) och terminalområden (Terminal control area, TMA).